# Фуџиока
Фуџиока (藤岡市 Fujioka-shi) је град у Јапану у префектури Гунма. Према попису становништва из 2015. у граду је живело 66.165 становника.

## Становништво
Према подацима са пописа, у граду је 2015. године живело 66.165 становника.